# Ukrainische 6-Red-Snooker-Meisterschaft 2022
Die ukrainische 6-Red-Snooker-Meisterschaft 2022 war ein Snookerturnier in der Variante 6-Red-Snooker, das vom 4. bis 6. Februar 2022 stattfand. Austragungsorte waren der BK Lider in der ukrainischen Hauptstadt Kiew (Herren) und die Akademija Snukeru (Snooker-Akademie) in Kropywnyzkyj (Damen).
Ukrainische Meisterin wurde die Titelverteidigerin Marharyta Lissowenko, die in einer Neuauflage des Vorjahresfinales Lilija Zarusch mit 4:3 besiegte. Den dritten Platz belegten Daryna Schaschyna und Marija Kruk.
Bei den Herren gewann Wladyslaw Wyschnewskyj zum sechsten Mal. Der Titelverteidiger setzte sich im Endspiel gegen den elfjährigen Matwij Lahodsynskyj mit 4:1 durch. Petro Sydorenko und Anton Kasakow kamen auf den dritten Rang.

## Herrenturnier

### Modus
Die 22 Teilnehmer traten zunächst im Doppel-K.-o.-System gegeneinander an. Ab dem Viertelfinale wurde im K.-o.-System gespielt.

### Vorrunde

#### Hauptrunde
| Spiel | Spieler 1             | Ergebnis | Spieler 2         |
| ----- | --------------------- | -------- | ----------------- |
| 2     | Andrij Kulbako        | kl.      | Borys Portjanskyj |
| 6     | Tschynhis Ahadschanow | 23:23    | Mykola Nykyforow  |
| 7     | Wadym Korjahin        | 13:13    | Witalij Jazenko   |

| Spiel | Spieler 1         | Ergebnis | Spieler 2       |
| ----- | ----------------- | -------- | --------------- |
| 10    | Maksym Kunyzja    | 13:13    | Iwan Anikanow   |
| 11    | Artem Surschykow  | 13:13    | Wolodymyr Schuk |
| 15    | Bohdan Tschubarow | 30:30    | Andrij Lewyzkyj |

#### 1. Gewinnerrunde
16 Spieler (6 Sieger der Hauptrunde und 10 Spieler, die in der Hauptrunde ein Freilos hatten)
| Spiel | Spieler 1              | Ergebnis | Spieler 2             |
| ----- | ---------------------- | -------- | --------------------- |
| 17    | Wladyslaw Wyschnewskyj | 03:03    | Andrij Kulbako        |
| 18    | Roman Blakyta          | 31:31    | Kyrylo Bajdala        |
| 19    | Denys Chmelewskyj      | 03:03    | Tschynhis Ahadschanow |
| 20    | Wadym Korjahin         | 31:31    | Jurij Semko           |

| Spiel | Spieler 1           | Ergebnis | Spieler 2        |
| ----- | ------------------- | -------- | ---------------- |
| 21    | Matwij Lahodsynskyj | 03:03    | Maksym Kunyzja   |
| 22    | Artem Surschykow    | 30:30    | Heorhij Petrunko |
| 23    | Petro Sydorenko     | 03:03    | Andrij Makjejew  |
| 24    | Andrij Lewyzkyj     | 31:31    | Anton Kasakow    |

#### 2. Gewinnerrunde
8 Spieler (Sieger der 1. Gewinnerrunde)
| Spiel | Spieler 1              | Ergebnis | Spieler 2      |
| ----- | ---------------------- | -------- | -------------- |
| 41    | Wladyslaw Wyschnewskyj | 03:03    | Kyrylo Bajdala |
| 42    | Denys Chmelewskyj      | 31:31    | Jurij Semko    |

| Spiel | Spieler 1           | Ergebnis | Spieler 2        |
| ----- | ------------------- | -------- | ---------------- |
| 43    | Matwij Lahodsynskyj | 03:03    | Heorhij Petrunko |
| 44    | Petro Sydorenko     | 30:30    | Anton Kasakow    |

#### 1. Verliererrunde
16 Spieler (Verlierer der Hauptrunde gegen Verlierer der 1. Gewinnerrunde)
| Spiel | Spieler 1         | Ergebnis | Spieler 2        |
| ----- | ----------------- | -------- | ---------------- |
| 33    | Borys Portjanskyj | kl.      | Andrij Lewyzkyj  |
| 34    | Freilos           | –:–      | Andrij Makjejew  |
| 35    | Mykola Nykyforow  | 13:13    | Artem Surschykow |
| 36    | Witalij Jazenko   | 03:03    | Maksym Kunyzja   |

| Spiel | Spieler 1         | Ergebnis | Spieler 2             |
| ----- | ----------------- | -------- | --------------------- |
| 37    | Iwan Anikanow     | 23:23    | Wadym Korjahin        |
| 38    | Wolodymyr Schuk   | 23:23    | Tschynhis Ahadschanow |
| 39    | Freilos           | –:–      | Roman Blakyta         |
| 40    | Bohdan Tschubarow | 30:30    | Andrij Kulbako        |

#### 2. Verliererrunde
8 Spieler (Sieger der 1. Verliererrunde)
| Spiel | Spieler 1        | Ergebnis | Spieler 2       |
| ----- | ---------------- | -------- | --------------- |
| 45    | Andrij Lewyzkyj  | 23:23    | Andrij Makjejew |
| 46    | Mykola Nykyforow | 30:30    | Witalij Jazenko |

| Spiel | Spieler 1     | Ergebnis | Spieler 2       |
| ----- | ------------- | -------- | --------------- |
| 47    | Iwan Anikanow | 13:13    | Wolodymyr Schuk |
| 48    | Roman Blakyta | 23:23    | Andrij Kulbako  |

#### 3. Verliererrunde
8 Spieler (Sieger der 2. Verliererrunde gegen Verlierer der 2. Gewinnerrunde)
| Spiel | Spieler 1       | Ergebnis | Spieler 2         |
| ----- | --------------- | -------- | ----------------- |
| 49    | Andrij Lewyzkyj | 30:30    | Denys Chmelewskyj |
| 50    | Witalij Jazenko | 23:23    | Kyrylo Bajdala    |

| Spiel | Spieler 1     | Ergebnis | Spieler 2        |
| ----- | ------------- | -------- | ---------------- |
| 51    | Iwan Anikanow | 30:30    | Petro Sydorenko  |
| 52    | Roman Blakyta | 32:32    | Heorhij Petrunko |

### Finalrunde
|  | Viertelfinale          | Viertelfinale       |                        |   | Halbfinale | Halbfinale |  |  | Finale | Finale |
|  |                        |                     |                        |   |            |            |  |  |        |        |
|  | Wladyslaw Wyschnewskyj | 3                   |                        |   |            |            |  |  |        |        |
|  | Heorhij Petrunko       | 0                   |                        |   |            |            |  |  |        |        |
|  | Heorhij Petrunko       | 0                   | Wladyslaw Wyschnewskyj | 4 |            |            |  |  |        |        |
|  |                        |                     | Wladyslaw Wyschnewskyj | 4 |            |            |  |  |        |        |
|  |                        | Petro Sydorenko     | 0                      |   |            |            |  |  |        |        |
|  | Jurij Semko            | Petro Sydorenko     | 0                      | 2 |            |            |  |  |        |        |
|  | Jurij Semko            |                     |                        | 2 |            |            |  |  |        |        |
|  | Petro Sydorenko        | 3                   |                        |   |            |            |  |  |        |        |
|  |                        |                     | Wladyslaw Wyschnewskyj | 4 |            |            |  |  |        |        |
|  |                        | Matwij Lahodsynskyj | 1                      |   |            |            |  |  |        |        |
|  | Matwij Lahodsynskyj    | 3                   |                        |   |            |            |  |  |        |        |
|  | Witalij Jazenko        | 1                   |                        |   |            |            |  |  |        |        |
|  | Witalij Jazenko        | 1                   | Matwij Lahodsynskyj    | 4 |            |            |  |  |        |        |
|  |                        |                     | Matwij Lahodsynskyj    | 4 |            |            |  |  |        |        |
|  |                        | Anton Kasakow       | 2                      |   |            |            |  |  |        |        |
|  | Anton Kasakow          | Anton Kasakow       | 2                      | 3 |            |            |  |  |        |        |
|  | Anton Kasakow          |                     |                        | 3 |            |            |  |  |        |        |
|  | Denys Chmelewskyj      | 2                   |                        |   |            |            |  |  |        |        |

### Finale
| Finale: BK Lider, Kiew, Ukraine, 6. Februar 2022 |                |                     |
| Wladyslaw Wyschnewskyj                           | 4:1            | Matwij Lahodsynskyj |
| 32:1, 32:19, 45:10, 18:40, 30:10                 |                |                     |
| –                                                | Höchstes Break | –                   |
| –                                                | Century-Breaks | –                   |
| –                                                | 50+-Breaks     | –                   |

## Damenturnier

### Modus
Die neun Teilnehmerinnen traten zunächst im Doppel-K.-o.-System gegeneinander an. Ab dem Halbfinale wurde im K.-o.-System gespielt.

### Vorrunde

#### Hauptrunde
| Spiel | Spieler 1               | Ergebnis | Spieler 2        |
| ----- | ----------------------- | -------- | ---------------- |
| 2     | Oleksandra Tomaschewska | 31:31    | Warwara Sahurska |

#### 1. Gewinnerrunde
8 Spielerinnen (eine Siegerin der Hauptrunde und 7 Spielerinnen, die in der Hauptrunde ein Freilos hatten)
| Spiel | Spieler 1              | Ergebnis | Spieler 2         |
| ----- | ---------------------- | -------- | ----------------- |
| 9     | Lilija Zarusch         | 03:03    | Warwara Sahurska  |
| 10    | Anastassija Schaschyna | 30:30    | Daryna Schaschyna |

| Spiel | Spieler 1           | Ergebnis | Spieler 2            |
| ----- | ------------------- | -------- | -------------------- |
| 11    | Rjenata Schtschyruk | 30:30    | Marija Kruk          |
| 12    | Marija Dazenko      | 31:31    | Marharyta Lissowenko |

#### 2. Gewinnerrunde
4 Spielerinnen (Siegerinnen der 1. Gewinnerrunde)
| Spiel | Spieler 1      | Ergebnis | Spieler 2         |
| ----- | -------------- | -------- | ----------------- |
| 21    | Lilija Zarusch | 13:13    | Daryna Schaschyna |

| Spiel | Spieler 1   | Ergebnis | Spieler 2            |
| ----- | ----------- | -------- | -------------------- |
| 22    | Marija Kruk | 30:30    | Marharyta Lissowenko |

#### 1. Verliererrunde
2 Spielerinnen (eine Verliererin der Hauptrunde gegen eine Verliererin der 1. Gewinnerrunde)
| Spiel | Spieler 1               | Ergebnis | Spieler 2      |
| ----- | ----------------------- | -------- | -------------- |
| 17    | Oleksandra Tomaschewska | 30:30    | Marija Dazenko |

#### 2. Verliererrunde
4 Spielerinnen (eine Siegerin der 1. Verliererrunde und drei Verliererinnen der 1. Gewinnerrunde)
| Spiel | Spieler 1      | Ergebnis | Spieler 2           |
| ----- | -------------- | -------- | ------------------- |
| 23    | Marija Dazenko | 03:03    | Rjenata Schtschyruk |

| Spiel | Spieler 1              | Ergebnis | Spieler 2        |
| ----- | ---------------------- | -------- | ---------------- |
| 24    | Anastassija Schaschyna | 32:32    | Warwara Sahurska |

#### 3. Verliererrunde
4 Spielerinnen (Siegerinnen der 2. Verliererrunde gegen Verliererinnen der 2. Gewinnerrunde)
| Spiel | Spieler 1      | Ergebnis | Spieler 2         |
| ----- | -------------- | -------- | ----------------- |
| 25    | Marija Dazenko | 31:31    | Daryna Schaschyna |

| Spiel | Spieler 1        | Ergebnis | Spieler 2   |
| ----- | ---------------- | -------- | ----------- |
| 26    | Warwara Sahurska | 32:32    | Marija Kruk |

### Finalrunde
|  | Halbfinale           | Halbfinale |                |                      | Finale | Finale |
|  |                      |            |                |                      |        |        |
|  |                      |            |                |                      |        |        |
|  | Lilija Zarusch       | 3          |                |                      |        |        |
|  | Marija Kruk          | 0          |                |                      |        |        |
|  |                      |            | Lilija Zarusch | 3                    |        |        |
|  |                      |            |                | Marharyta Lissowenko | 4      |        |
|  | Marharyta Lissowenko | 3          |                |                      |        |        |
|  | Daryna Schaschyna    | 0          |                |                      |        |        |
|  |                      |            |                |                      |        |        |

### Finale
| Finale: Best of 7 Frames Akademija Snukeru, Kropywnyzkyj, Ukraine, 6. Februar 2022 |                |                      |
| Lilija Zarusch                                                                     | 3:4            | Marharyta Lissowenko |
| –                                                                                  | Höchstes Break | –                    |
| –                                                                                  | Century-Breaks | –                    |
| –                                                                                  | 50+-Breaks     | –                    |